# Леонинок, Михаил Дмитриевич
Михаи́л Дми́триевич Леони́нок (1897 — ?) — советский партийный деятель, секретарь Акмолинского и Уральского губкомов РКП(б), и. о. 2-го секретаря обкома Карельской АССР. Входил в состав особой тройки НКВД СССР.

## Биография
Окончил начальное городское училище. В 1912 году завершил обучение в высшем начальном городском училище в Санкт-Петербурге и в 1915 году — в железнодорожном училище в Вильне.
В 1915—1918 годах — младший унтер-офицер запасной автороты, слесарь Северо-Западной железной дороги (Петроград).
Член РКП(б) с 1918 года. В 1918—1920 годах служил в РККА, комиссар батальона связи. В 1920—1921 годах — комиссар, начальник политотдела Петропавловского участка Омской железной дороги.
С 1921 года на руководящей партийной и хозяйственной работе:
- С июня по октябрь 1921 г. — ответственный секретарь Акмолинского губкома.
- 1922—1923 — ответственный секретарь Уральского губкома РКП(б).
- 1923—1924 — заведующий отделом агитации и пропаганды Киргизского (Казахского) обкома РКП(б).
- Делегат XIII и XIV партийных съездов (1924, 1925).
- 1924—1926 — заведующий ОРГО Ярославского губкома партии.
- 1926—1927 — помощник заведующего оргинструкторским отделом ЦК ВКП(б).
- 1927—1933 — на руководящей партийной и хозяйственной работе в Ленинграде.
- 1933—1934 — заведующий сектором военной промышленности промышленного отдела ЦК ВКП(б).
- 1934—1935 — инструктор Ленинградского горкома ВКП(б).
- С конца 1935 года — заведующий ОРПО (отдел руководящих партийных органов), с 14 сентября 1937 по апрель 1938 года — и. о. 2-го секретаря Карельского обкома ВКП(б), снят с работы как не справившийся. В апреле-июне 1938 года — заместитель председателя Карельского облисполкома. Этот период отмечен вхождением в состав особой тройки, созданной по приказу НКВД СССР от 30.07.1937 № 00447[1] и активным участием в сталинских репрессиях[2].

Арестован 20 июня 1938 года. В 1939 году приговорён к 10 годам исправительно-трудовых лагерей, в 1940 году — к высшей мере наказания, по прошению о помиловании приговор заменён на 10 лет исправительно-трудовых лагерей.